# Historiographe
Un historiographe est un auteur qui est chargé officiellement d'écrire l'histoire d'un dirigeant, d'un souverain, d'une époque, d'un parti, d'une institution,,.

## Histoire
Le terme apparaît en français vers 1550 et Antoine Furetière, en 1690, définit son usage pour désigner particulièrement « ceux qui ont une commission, un brevet particulier pour écrire l'Histoire de leur temps », ajoutant que « les Rois ont toujours soin d'avoir de bons historiographes ».
Ainsi, Charles VII attribue à Jean Chartier en 1437 la charge rémunérée de francorum historiografus, suivi de Jean Castel pour Louis XI. La charge d'historiographe officiel, plume attitrée et stipendiée, apparait peu après à la cour des ducs Valois-Bourgogne, dès 1455, avec George Chastelain afin de magnifier leur  puissance, leur gloire ainsi que leur importance politique et culturelle. L'historien François Fossier dénombre sous l'Ancien régime pas moins de 113 historiographes officiels dont 70 « historiographes du Roi » et 16 « historiographes de France » pour un titre qui n'était ni héréditaire ni, d'ailleurs, clairement défini, correspondant plutôt à une marque de faveur circonstancielle à laquelle était attachée une pension accordée par le souverain.

### Usage alternatif
On peut trouver, plus rarement, l'usage du terme comme un synonyme d'« historien » au sens moderne de l'historiographie comprise comme la discipline qui s'intéresse aux historiens, à leur production, à leur conception de l'histoire... soit une « histoire de l'histoire » et une « méthode de l'histoire ».